# Willenskraft
Willenskraft oder Willensstärke (englisch willpower) ist eine alltagssprachliche Bezeichnung für den Fachbegriff Volition aus der Psychologie und Managementlehre. Willenskraft gilt als Synonym für charakterliche Merkmale wie Ausdauer (Beharrlichkeit), Zähigkeit, Entschlossenheit, Tatkraft, Robustheit oder Zielstrebigkeit. Allen Begriffen ist gemeinsam, dass sie die psychische Energie bezeichnen, die notwendig ist, um Unlustgefühle, Ablenkungen oder andere Hindernisse auf dem Weg zur Zielerreichung zu überwinden. Sind neben der Willensstärke auch alle weiteren Bedingungen erfüllt, um den Willen (die Absicht, die Intention) in die Tat umzusetzen, spricht man von Umsetzungskompetenz.
Der Begriff Willenskraft wird auch im Zusammenhang mit dem Überwinden unerwünschter Verhaltensweisen, Gewohnheiten und Emotionen verwendet. Beispiele sind Ess- und Trinkgewohnheiten, Störungen im Sozialverhalten oder (unangemessene) Impulsivität. Die Willenskraft spielt eine wichtige Rolle im Konzept der Selbstmanagement-Therapie von Frederick Kanfer, einer therapeutischen Variante des Selbstmanagements mit dem Ziel, die Selbstregulationsfähigkeit (des Patienten) zu stärken.

## Historische Entwicklung
Der Psychologe Narziß Ach (1871–1946) gehört zu den Ersten, die sich mit dem Phänomen des Willens wissenschaftlich mit experimentellen Methoden beschäftigt haben. Nach seiner Erkenntnis zeigt sich der Erfolg unserer Bestrebungen in der Verwirklichung dessen, was wir wollen angesichts von Widerständen. Dies nannte er den Wirkungsgrad des Willens. Damit meint er das Resultat von zwei Kräften: der Willensstärke einerseits und den (oft widerstrebenden) Gewohnheiten andererseits. Es geht um die durch den Willen gesteuerte Überwindung von Hindernissen (Gewohnheiten). Eine Abweichung vom zielbewussten Handeln, so Ach, bedeutet einen Verlust von Energie und schwächt die Willenskraft. Gleichzeitig hat die Verwirklichung einer Zielvorstellung mehrere Vorteile. Zum einen entsteht eine Bewusstheit des Könnens, und zum anderen führen wiederholte Erfolgserlebnisse dieser Art zum Entstehen von (neuem) Wissen (durch Erfahrung). Besonders wertvoll ist dabei das Freiheitsbewusstsein oder das Gefühl, die Kraft und die Macht zu haben, das auszuführen, was man will. Diese Bewusstheit des Erfolges durch das Erreichen von Zielen ist außerdem von Stolz und Lustgefühlen begleitet.
Weitere interessante Diskussionsbeiträge zu diesem Thema (in historischer Perspektive) stammen von William James (1842–1910), Kurt Lewin (1890–1947) und Milton Erickson (1901–1980). Entscheidende Impulse zur Weiterentwicklung dieses Themas kamen aus dem kybernetischen Modell der Selbstregulierung (auch als Selbststeuerung bezeichnet). Die Weiterentwicklung besteht darin, dass nicht Motive oder Persönlichkeitsmerkmale als primäre „Ursache“ menschlichen Handelns angesehen werden, sondern die willentliche oder bewusste Entscheidung,
1. worauf jemand seine Aufmerksamkeit richtet,
2. welche Motive und Ziele er auswählt,
3. für welche Handlungen (Mittel zur Zielerreichung) er sich entscheidet,
4. wie er die Erfolgskontrolle seiner Aktivitäten durchführt,
5. welchen Impulsen er (nicht) folgt und
6. wie er mit seinen Emotionen umgeht.

Folglich ist menschliches Fehlverhalten auf einen Mangel dieser Fähigkeiten zurückzuführen (self-regulatory failure).
Einen weiteren wesentlichen Beitrag leistete der Neurologe Hans Kornhuber (1928–2009) mit der Entdeckung des Bereitschaftspotentials. Damit hat er dem Thema Selbstregulierung eine naturwissenschaftlich fundierte Grundlage verliehen. Die aktuelle Neurologie hat das kybernetische Paradigma für die Steuerung des Verhaltens bestätigt. Die Tatsache, dass der gesamte Themenkomplex (Willenskraft, Volition, Selbstregulierung bis hin zur Motivation) in der breiten Öffentlichkeit wenig Aufmerksamkeit erregte, führt Joseph LeDoux auf die „kognitive Revolution“ (Kognitive Wende) zurück.

## Praktische Anwendung
Das Thema Willensstärke (Volition) spielt im Alltag eine wichtige Rolle. Beispielsweise hat die empirische Studie von June Tangney und Co-Autoren herausgefunden, dass Menschen mit ausgeprägter Willensstärke wesentlich erfolgreicher mit emotional belastenden Situationen umgehen können; sie verfügen über ein stärkeres Selbstbewusstsein, haben bessere persönliche Beziehungen und sind weniger anfällig für den Missbrauch von Alkohol, Nikotin oder Nahrung. Zu den gleichen Ergebnissen kamen Studien im Bereich der Medizin, an Schulen und im Sport. Diese Erkenntnisse lassen die Schlussfolgerung zu, dass willensstarke Menschen im Leben besonders erfolgreich sind. In der Psychotherapie wurde das Willensthema auf dem Boden neuropsychologischer Konzepte in der Tradition von A. R. Lurija in der Integrativen Therapie durch Hilarion G. Petzold praktisch umgesetzt mit einem willensdiagnostischen Interview und willenstherapeutischen Methoden der Förderung von Entscheidungs-, Umsetzungs- und Durchhaltekraft. Das wurde auch in Supervision und Coaching, wo es um performanzorientierte Umsetzung von Erkenntnissen geht, aufgegriffen und systematisch entwickelt.
Eine Kernfrage lautet, wie man die Willenskraft operationalisieren und messen kann; denn nur so ist es möglich, diese Fähigkeit zu trainieren und in der Praxis anzuwenden. Ein Instrument (Test) für diesen Zweck ist das so genannte Selbststeuerungsinventar. Ein Beispiel für den allgemeinen und klinischen Bereich ist das Inventar von Julius Kuhl und Arno Fuhrmann. Ein weiteres Beispiel ist die Self-Control and Self-Management Scale von Peter Mezo. Ein Selbststeuerungsinventar (Test) zur Messung der Willensstärke speziell für Fach- und Führungskräfte wurde am Steinbeis-Institut für Management-Innovation entwickelt und anhand einer Stichprobe von rund 14.000 Teilnehmern validiert.